# Wizje alternatywne
Wizje alternatywne – cykl antologii fantastycznych pod redakcją Wojtka Sedeńki zawierających premierowe, napisane na zamówienie teksty polskich autorów. W latach 1990–2007 ukazało się 6 tomów opowiadań, bądź fragmentów powieści. Książki wydawały różne wydawnictwa.

## Wizje alternatywne
Wyd. Arax; „Versus”, 1990, 288 s.
- Jacek Inglot – Quietus i chrześcijanie
- Eugeniusz Dębski – Manipulacja Poncjusza Piłata
- Eugeniusz Dębski – Prywatny statek z planety Ziemia
- Ryszard Głowacki i Lilianna Witkowska-Wawer – Wszystka trawa zielona
- Romuald Pawlak – Koniec ery głodu
- Andrzej Sapkowski – Muzykanci
- Andrzej Zimniak – Kochanek Chimery
- Jarosław Grzędowicz – Śmierć Szczurołapa
- Krzysztof Kochański – Wewnątrz
- Marek Hemerling – Wyrzutek
- Mirosław P. Jabłoński – Duch Czasu
- Rafał A. Ziemkiewicz – Szosa na Zaleszczyki

## Wizje alternatywne 2
Wyd. Zysk i S-ka, 1997, 344 s.
- Jacek Dukaj – Ziemia Chrystusa
- Mirosław P. Jabłoński – Elektryczne Banany
- Andrzej Drzewiński – Ósmy dzień stworzenia
- Maciej Żerdziński – Naskórek Boga
- Rafał A. Ziemkiewicz – Tańczący Mnich
- Jacek Dukaj – IACTE
- Marek S. Huberath – Kilka uwag do definicji istoty żywej

## Wizje alternatywne 3
Wyd. Solaris, 2001, 361 s.
- Wojciech Szyda – Pieśń Adoriona
- Eugeniusz Dębski – MagicBox
- Jacek Inglot – Śpiew szczurołapa
- Mirosław P. Jabłoński – Droga na Salinę
- Jerzy Grundkowski – FANTOMAS przeciwko Najwyższej Fazie Rozwoju
- Krzysztof Kochański – Sen o potędze
- Marek Oramus – Nocne wyścigi w głąb Anny
- Jacek Dukaj – Aguerre w świcie

## Wizje alternatywne 4
Wyd. Solaris, 2002, 606 s.
- Marcin Wolski – Lustro i kolumna
- Krzysztof Kochański – Europa po deszczu
- Jarosław Grzędowicz – Klub Absolutnej Karty Kredytowej
- Maja Lidia Kossakowska – Zwierciadło
- Izabela Szolc – Izabella
- Andrzej Ziemiański – Spadek
- Wojciech Szyda – Zabójcy czasu
- Jacek Dukaj – Córka łupieżcy

## Wizje alternatywne 5
Wyd. Solaris, 2004, 448 s.
- Marcin Wolski – Stopklatka
- Łukasz Orbitowski – Stachu
- Andrzej Pilipiuk – Operacja Szynka
- Jarosław Grzędowicz – Buran wieje z tamtej strony
- Maja Lidia Kossakowska – Smutek
- Izabela Szolc – Córka
- Joanna Kułakowska – Lew i Jednorożec
- Krzysztof Kochański – Muzykanci według Picassa
- Wojciech Szyda – Szlak cudów
- Andrzej Ziemiański – Ciężka sprawa
- Jacek Inglot – Wypalą nas kruki, wrony..
- Sebastian Uznański – Ważniejsza sterowna

## Wizje alternatywne 6
Wyd. Solaris, 2007, 400 s.
- Krzysztof Kochański – Latarnia
- Łukasz Orbitowski – Włócznia i nóż
- Izabela Szolc – Czas Snu
- Maciej Guzek – Julia i Potwory (Niebajka)
- Piotr Witold Lech – Polecamy czynny wypoczynek
- Wojciech Szyda – Fałszerze
- Joanna Kułakowska – Wiatr i głodne kwiaty
- Andrzej Zimniak – Randka z Homo sapiens
- Iwona Michałowska – Arka
- Marek Baraniecki – Dzień Grzechu
- Jerzy Rzymowski – Lekko nawiedzony dom
- Maja Lidia Kossakowska – Rekwiem dla niewinnych

## Odbiór i analiza
Redaktor wyboru w pierwszym tomie przyznaje, że nazwę cyklu zapożyczył od Niebezpiecznych wizji Harlana Ellisona. Zapożyczeniem od przełomowego zbioru Ellisona miał być także pomysł, aby autorzy napisali teksty specjalnie do tejże antologii, a tematyka miała by być inna: „prosiłem, aby autorzy nie kierowali się modą, czy ograniczali do któregoś z podgatunków SF, lecz wzięli na warsztat sprawy, o których polska fantastyka dotąd milczała, omijała lub wypowiadała się rzadko”.
Maciej Parowski ocenił tom pierwszy jako „ciekawy literacko i intelektualnie” i „przełomowy”. Krytyk docenił innowacyjność tomu, pisząc „Wizje alternatywne miały być wydarzeniem i stały się wydarzeniem”. Określił je jako próbę „określenia intelektualnych i literackich możliwości oraz zainteresowań czołówki nowej polskiej SF”. Niemniej za interesujące uważał jedynie niektóre teksty (Ziemkiewicz, Inglot, Jabłoński i Sapkowski), czyniąc zbiorowi zarzut pozornej oryginalności tematycznej: „aborcja, religia, ekologia, zanieczyszczenie środowiska, seks i polityka – wszak science fiction zajmuje się tym od lat!”, sugerując raczej mówienie o „nowej poetyce, przełamywaniu klasycznego modelu narracji SF”, choć i tu miał wątpliwości: „w książce [...] od cholery klasyki”, a poza wymienionymi autorami „reszta mniej lub bardziej udatnie tłucze standardy”. Podsumowując, Parowski pisał, że antologia jest świadectwem swoich przełomowych czasów (utwory napisane, zebrane i wydane w ciągu 1990 roku, tuż po rozpoczęciu transformacji systemowej w Polsce): „po trwającym latami fantastycznym kontestowaniu komunizmu [...] wielu autorów zbiera teraz myśli, szukając nowych wyzwań”.
Parowski odniósł się też do stosunkowo negatywnej recenzji tego tomu w „Nowej Fantastyce” autorstwa Jacka Piekary, sugerując, że była częściowo spowodowana tym, że krytyk nie zdążył do antologii dodać swego własnego, planowanego opowiadania. 